# 부메랑 성운
부메랑 성운(Boomerang Nebula)은 지구에서 센타우루스자리 방향으로 약 5,000 광년 떨어진 곳에 위치한 원시행성상성운이다. 이 성운의 온도는 1 켈빈(섭씨 -272.15 도, 화씨 -457.87 도)으로 우주에서 현재까지 발견된 가장 차가운 곳이다. 부메랑 성운은 별의 핵에서 가스가 유출됨으로써 형성되었다. 가스는 바깥쪽을 향해 초속 164 킬로미터의 속도로 운동하고 있으며, 우주 공간을 향해 빠르게 팽창하고 있다. 이 팽창으로 인해 성운의 극단적인 저온이 초래된다. 부메랑 성운과는 반대로 우주에서 가장 뜨거운 성운은 처녀자리에 있는 RXJ1347이 된다.

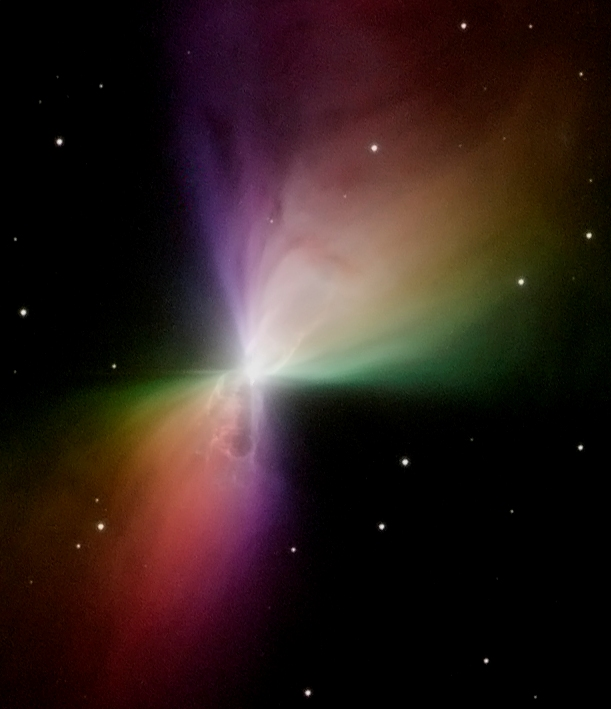
이 허블 사진은 편광 필터를 사용한 것이다(편광 색안경과 유사). 색깔 표시는 편광된 빛과 유관한 각도에 의거한 것이다.

부메랑 성운은 1998년에 허블우주망원경이 그 세부를 촬영하였다. 이 성운은 행성상성운 단계로 진화하려는 항성 또는 항성계인 것으로 생각된다.
키스 테일러(Keith Taylor)와 마이크 스캐롯(Mike Scarrott)이 1980년에 사이딩 스프링 천문대의 앵글로-오스트레일리안 망원경으로 이 성운을 관측하고 나서 ‘부메랑 성운’이라는 이름을 붙였다. 하지만 허블 관측에서는 그러한 세부적 모양을 확인할 수 없었고, 천문학자들은 성운의 엽(葉; lobe)에서 근소한 비대칭성을 발견했을 뿐이었으며, 곡선진 모양이 부메랑을 닮지 않았는가 제안하였다.
1995년, 천문학자들은 칠레의 15 미터 스웨덴-ESO 서브밀리파 망원경을 사용하여, 이 성운이 지금까지 발견된 장소 중 우주에서 가장 차가운 장소라는 것을 밝혀냈다(실험실 환경에서 만들어낸 온도 사례들은 제외한 것). 섭씨 -272 도란 절대영도(모든 온도의 최저하한)보다 불과 1도 높은 온도이다. 섭씨 -270 도인 대폭발의 배경 잔광보다도 차가운 것이다. 우주 마이크로파 배경의 냉점을 제외하면, 우주 마이크로파 배경보다 온도가 낮은 천체는 현재까지 부메랑 성운이 유일하다. 부메랑 성운은 PGC 3074547이라는 번호로도 등록되어 있다.